# Ектор Скароне
Ектор Скароне (ісп. Héctor Scarone; 26 листопада 1898, Монтевідео — 4 квітня 1967, Монтевідео) — уругвайський футболіст, що грав на позиції нападника. По завершенні ігрової кар'єри — футбольний тренер. Один з найсильніших футболістів країни всіх часів. Дворазовий Олімпійський чемпіон — 1924 і 1928 років, чемпіон світу 1930 року, чотириразовий володар Кубка Америки. За збірну Уругваю (1917–1930) провів 52 матчі і забив 31 гол. Протягом 81 року (до 2011 року) Скароне був рекордсменом збірної за кількістю забитих м'ячів, незважаючи на те, що кар'єру в збірній він завершив відразу після перемоги на чемпіонаті світу 1930 року. 1953 року, у віці 54 років, він ненадовго повернувся у футбол як гравець і провів цей сезон за рідний «Насьйональ», що, ймовірно, є світовим рекордом.

## Клубна кар'єра

### Ранні роки
Ектор Скароне починав грати у футбол в команді третього дивізіону уругвайського «Спортсмен», що представляє Пунта Карретас, рідний для футболіста район Монтевідео.
У 14-річному віці Ектор спробував влаштуватися в «Насьйональ», але там його вважали недостатньо фізично розвиненим і відмовились від його послуг. Насправді ж хлопець просто не встиг сформуватися і згодом розвинувся в пристойного атлета. Після цього Ектора запрошував до себе клуб рангом нижче «Насьоналя» — «Рівер Плейт» (Монтевідео), але Скароне відмовився від запрошення і повернувся в «Спортсмен».
Через рік, коли йому стало 15, «Насьйональ» таки прийняв його до своїх лав. Ектор почав з другої команди і, провівши за неї п'ять матчів, був переведений в першу. Що цікаво, він замінив там свого двоюрідного брата Карлоса Скароне, який пішов у «Рівер Плейт» (Буенос-Айрес). Наявність у лавах «Насьоналя» брата і змушувало його рватися в цей клуб

### «Насьйональ»
31 жовтня 1915 року Скароне завоював свій перший трофей, він же і перший міжнародний, — у фіналі Кубка Конкуренції Шевальє Бутеля, що проводився за традицією у Буенос-Айресі, був переможений аргентинський «Портеньйо» (2:0). Через півмісяця, 14 листопада, «Насьйональ» здобув ще одну перемогу в рамках протистояння з аргентинськими клубами, — цього разу в рамках Кубка Слави Коусіньєр: у Монтевідео уругвайська команда розібралася з «Расінгом» з Авельянеди (2:0).
У 1916 році Ектор Скароне вперше став чемпіоном Уругваю; в цьому ж році «Насьйональ» продовжив штампувати перемоги над аргентинськими клубами в міжнародних турнірах, ставши володарем ще одного Кубка Слави Коусіньєр, а також для першого Скароне Кубка Ріо-де-Ла-Плати. Незабаром Скароне вийшов на перший план у своєму клубі і отримав широке визнання. За філігранну, елегантну, унікальну для свого часу техніку Скароне порівнювався з великим танцюристом танго Карлосом Гарделем.
Ектор — як Гардель: його можна зімітувати, але не можна повторити.— Педро Петроне

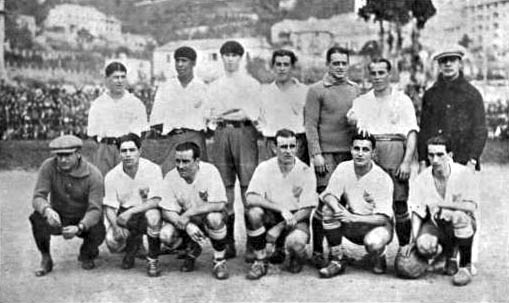
Ектор Скароне з партнерами по «Насьйоналю» під час турне клубу по Європі. Генуя, 1925 рік.

У 1919 році Скароне вперше виїхав за межі Ла Плати — у складі футбольного клубу «Дублін», що представляв уругвайську столицю. В ранзі «вільно асоційованого» футболіста він відправився в турне по Бразилії. Для «Дубліна», час існування якого підходив до кінця, серія товариських виїздів в Бразилію починаючи з 1917 року стала найяскравішою сторінкою в історії, а для Скароне це була розминка перед прийдешнім південноамериканським чемпіонатом, місцем проведення якого була саме Бразилія. Із закінченням успішного турне Скароне повернувся в Монтевідео і продовжив виступати за «Насьйональ».

### «Барселона»
У 1925 році, коли стало відомо, що чемпіонат Уругваю зірваний і в цьому сезоні проводитися не буде, «Насьйональ», щоб заповнити величезний пробіл у календарі, відправився в 153-денне європейське турне. Скароне разом з клубом відвідав дев'ять країн Європи і навіть на деякий час осів в одній з них. Іспанська «Барселона» запропонувала Скароне повноцінний контракт, на який футболіст погодився, перейшовши у професійний статус. «Синьо-гранатові» заплатили за південноамериканську зірку тридцять тисяч песо (дуже велика для того часу сума: песо було тоді еквівалентно американському долару). Самому Ектору подарували велике золоте кільце з діамантами (його майбутній талісман, з яким Скароне багато років потому повернувся в Іспанію як головний тренер одвічного супротивника «Барселони» — мадридського «Реала».
Тим не менш, незважаючи на привітну зустріч у Каталонії, теплі стосунки з одноклубниками (у тому числі з партнером по атаці Хосепом Самітьєром) і дарований йому іспанською королівською футбольною федерацією професійний статус, Скароне покладених на нього надій не виправдав і, пославшись на «вбивчу ностальгію», вже через шість місяців і вісімнадцять матчів у складі «Барселони», відбув на свій континент.

### Повернення в «Насьйональ»
На батьківщині Ектор знову став виступати за «Насьйональ». Пізніше, вже після приходу в клуб нападника Педро Петроне, Скароне склав з ним винятковий за своєю ефективністю дует. Традиційно вважається, що саме в парі з Artillero Ектор винайшов атакуючу комбінацію «стінка». Але на цьому успіхи клубу і футболіста на тривалий період закінчуються. Так і не добившись перемог в Уругваї, у 1931 році Скароне зробив ще одну спробу заграти в Європі.

### Виступи в Італії
Ектор підписав у 1931 році контракт з італійською «Амброзіаною-Інтер». Скароне став в «Амброзіане» першим «оріундо» — легіонером італійського походження. Тільки такі іноземці могли виступати в кальчо часів Беніто Муссоліні. Щоб отримати право заробляти гроші в серії А, Скароне потрібно було довести, що крім прізвища, яке у нього було, безумовно, італійське, його пов'язує з цією країною і родовід. Коли знайшлися документи, які підтверджують, що його батько народився в місті Дего під Генуєю, грати Ектору дозволили. У сезоні 1931/32 він зіграв 14 матчів і забив 7 голів. У зустрічі з «Лаціо» після попадання сильно пущеного м'яча у нього з носа йшла кров, але Скароне залишився на полі і зробив дубль. Вболівальники дали йому за це прізвисько «Гарібальді». Влітку 1932 року він перейшов в «Палермо» і там провів ще два непоганих сезону, забивши в них 4 і 9 голів відповідно.

### Завершення ігрової кар'єри
У віці 36 років Скароне повернувся в Уругвай і виступав за «Насьйональ» протягом ще одного року, після чого продовжив кар'єру в «Монтевідео Вондерерз», де у 1937 році і закінчив кар'єру гравця. Проте через шістнадцять років Скароне в третій і цього разу в останній раз повернувся в «Насьйональ», цього разу у ранзі головного тренера. Незважаючи на це Ектор вийшов на поле у 55-річному віці, ставши найстаршим футболістом в історії вищої ліги Уругваю. Загалом Ектор Скароне провів за «Насьйональ» 369 матчів, забивши в них 301 гол.

## Виступи за збірну
У національній збірній Скароне дебютував 2 вересня 1917 року в матчі проти Аргентини (1:0) на Кубок Ньютона. 7 жовтня того ж року відкрив рахунок голам, вразивши ворота збірної Бразилії в рамках Чемпіонату Південної Америки, а 14 жовтня — приніс уругвайській команді перемогу над аргентинцями (1:0) у вирішальному матчі турніру.

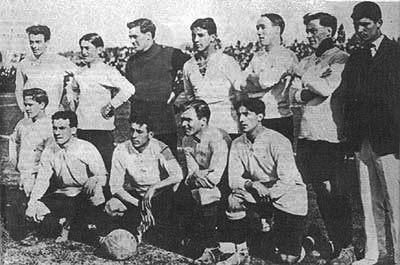
Ектор Скароне (другий зліва внизу) з партнерами по збірній під час першого для футболіста чемпіонату Південної Америки. 1917 рік.

Через два роки, у 1919 році, поїхав зі збірною на наступний південноамериканський чемпіонат у Бразилії, що увінчався в результаті 240-хвилинним протистоянням з господарями, в тому числі — додатковим, вирішальним 150-хвилинним матчем між даними командами і єдиним голом Артура Фріденрайха, який звів нанівець всі зусилля La Celeste захистити титул. Збірна Бразилії тим самим взяла реванш за розгромну поразку (0:4) на попередньому чемпіонаті.
Три наступних головних турніри Південної Америки, що відбулися в Чилі, Аргентині і знову в Бразилії, Скароне пропустив, зігравши в період з 7 грудня 1919 року по 10 грудня 1922 року за збірну лише в двох матчах, але вони принесли два трофеї — Кубок Ньютона і Гран-прі Слави Уругваю. З нагоди першого за шість років домашнього континентального турніру повернувся в основу і в 1923 році знову став чемпіоном Південної Америки.
1924 року в історії світового футболу сталася визначна подія: на ігри Олімпіади, що проходила в Парижі, приїхали футболісти з Південної Америки — збірна Уругваю. У колишніх Олімпіадах брали участь виключно європейські команди. Таким чином, тільки в 1924 році зустрілися дві футбольні школи — європейська, заснована на раціональності і досить прямолінійна, і південноамериканська, що стала для Старого Світу справжнім одкровенням. У цьому протистоянні явна перевага була за уругвайськими футболістами. Вони вражали фантастичним вмінням поводитися з м'ячем, несподіваними імпровізаціями на полі, артистичною, натхненною грою. Але, головне, самі за себе говорили футбольні підсумки проведених матчів. Збірну Югославії уругвайці обіграли з рахунком 7:0, після чого безпосередньо голи Ектора Скароне вивели збірну Уругваю спочатку в півфінал (після переможного, другого гола у ворота господарів турніру — збірної Франції — 5:1), а потім і у фінал (переможним виявився другий гол Скароне, забитий у ворота збірної Нідерландів — 2:1). У фіналі південноамериканці легко переграли збірну Швейцарії 3:0. Результати Олімпійських ігор шокували футбольну Європу, ніхто і не підозрював, що в далекій Південній Америці є футболісти високого класу, які мало не поодинці можуть перемагати європейські команди. Дії футболістів на полі були ефектні і приводили в захват глядачів, але, правда, не йшли на користь командній грі. Найсильнішою ж у 1920-х роках на своєму континенті була збірна Уругваю. І, безперечно, видатну роль в успіхах збірної Уругваю зразка 1920-х років грав Ектор Скароне.
Через чотири місяці після олімпійського тріумфу збірна Уругваю захистила титул чемпіонів Південної Америки в ході чергової континентальної першості, яка теж, як і попередня, пройшла у Монтевідео. Турнір 1925 року збірна Уругваю пропустила, але вже в наступному чемпіонаті 1926 року у Чилі повернула собі титул найсильнішої команди Південної Америки. 28 жовтня 1926 року Ектор Скароне оформив пента-трик у матчі проти збірної Болівії (6:0) і разом із співвітчизником Ектором Кастро поділив другу сходинку у списку найкращих бомбардирів турніру (по шість забитих м'ячів).

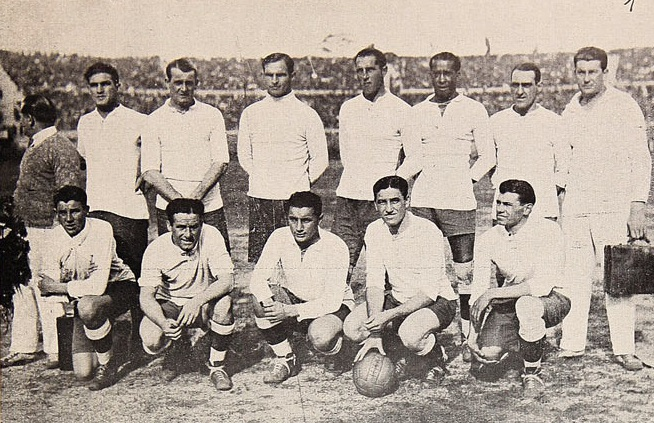
Ектор Скароне (другий внизу) з партнерами по збірній під час першого першого в історії чемпіонату світу. 25 липня 1930 року.

Вже в наступному році Скароне розділив і звання найкращого бомбардира турніру — п'ять футболістів, два аргентинця і три уругвайця, в їх числі і Скароне, забили по три голи. 20 листопада 1927 року в ході де-факто вирішального матчу турніру, Скароне оформив дубль у ворота збірної Аргентини. Для Уругваю матч закінчився поразкою (2:3), а чемпіонат — срібними медалями.
У 1928 році уругвайські футболісти знову вирушили в Європу — тепер на Олімпійських Іграх очікувалося перше на такому рівні суперництво двох футбольних топ-збірних з Південної Америки, оскільки в Амстердамі дебютувала збірна Аргентини. Для Скароне Олімпіаді передували тривалі нервування, пов'язані з можливою забороною його участі в турнірі: ФІФА, яка поряд з МОКом організовувала олімпійський футбольний турнір, оголосила заборону, як і чотири роки тому, на участь у ньому гравців-професіоналів. Скароне мав підстави підпасти під цю заборону у зв'язку з іспанським періодом своєї кар'єри, коли протягом кількох місяців він дійсно грав у футбол у професійному статусі. Тим не менш, заборона його не торкнулася, і саме Ектор Скароне забив переможний гол у ворота збірної Аргентини в переграванні фіналу після першого матчу, який завершився внічию. У другому таймі рахунок теж довгий час був нічийним — 1:1, але на 73-й хвилині його партнер Рене Борхас «тягнув» м'яч до воріт аргентинців і на підході до штрафного майданчика, відчуваючи, що вже не в силах боротися з повислим у нього на плечах опікуном, відкинув м'яч Скароне, крикнувши: «Твій, Ектор!». Скароне пробив і забив гол. Це був «золотий» олімпійський гол, позаяк зрівняти рахунок аргентинці не змогли.
Велика заслуга уругвайських футболістів покоління Скароне в тому, що місцем проведення першого в історії чемпіонату світу з футболу став Монтевідео — ФІФА віддала належне батьківщині великих майстрів, які вчинили безумовну революцію в світі футболу у 1920-ті роки і заслужили у себе вдома привітати настання нової ери в історії спорту номер один.
Саме на домашньому чемпіонаті світу Ектор Скароне забив свій тридцять перший м'яч за збірну, який забезпечив йому в підсумку більш ніж на вісім десятиліть першість серед найкращих бомбардирів національної команди Уругваю. На турнірі Скароне забив всього один м'яч — румунам на груповому етапі. Але його роль в перемозі у фінальному матчі з Аргентиною була дуже висока, бо два перших уругвайських голи відбулися при його безпосередній участі. На 12-й хвилині Скароне пробив по воротах, м'яч влучив у захисника аргентинців Фернардо Патерностера і відскочив до уругвайця Пабло Дорадо, який відправив м'яч між ніг воротаря Хуана Ботассо у сітку, відкривши рахунок в матчі. До перерви аргентинці забили два голи і повели 2:1. А у другому таймі, на тій же 12-й хвилині, Скароне взяв на себе ініціативу і зробив хитромудру передачу на Хосе Педро Сеа, чий удар досяг мети. Цей гол став переломним. Рахунок зрівнявся, і надалі «Селесте» дотиснула суперника — 4:2. Скароне згадував пізніше, що найбільш важкими для його команди матчами були перший і останній. Перуанці, перші суперники Уругваю, надали несподівано запеклий опір, і їх вдалося переграти лише за рахунок єдиного гола Ектора Кастро. Тільки в тому матчі Скароне не вийшов на поле.
Фінальний матч на першому чемпіонаті світу став останнім для Ектора Скароне як гравця національної збірної. У 1931 році він вирішив знову відправитися в Європу — цього разу в Італію, і за збірну більше не грав. У загальному підсумку в активі Скароне п'ятдесят два матчі за уругвайську команду, але з урахуванням неофіційних поєдинків це число зростає до сімдесяти; також і кількість голів за збірну з урахуванням неофіційних матчів піднімається з тридцяти одного до сорока двох. Так чи інакше, офіційна статистика враховує за Скароне 52 матчі і 31 гол за національну збірну.
З 21 липня 1930 року по 11 жовтня 2011 року Ектор Скароне був найкращим бомбардиром в історії збірної Уругваю з футболу. Забивши у фіналі Кубка Америки 2011 року 2 голи, нападник Дієго Форлан зумів зрівнятися з Скароне, а через кілька місяців зумів вийти на перше місце за цим показником.

## Кар'єра тренера
Тренував колумбійський «Мільйонаріос», іспанський «Реал Мадрид», уругвайський «Насьйональ» (Монтевідео) та еквадорський «Депортіво Кіто», але серйозних успіхів не досяг.

## Смерть
Помер 4 квітня 1967 року на 69-му році життя у місті Монтевідео.

## Титули і досягнення
Збірна Уругваю
- Чемпіон світу (1): 1930
- Олімпійський чемпіон (2): 1924, 1928
- Чемпіон Південної Америки (4): 1917, 1923, 1924, 1926
- Срібний призер Чемпіонату Південної Америки (2): 1919, 1927
- Бронзовий призер Чемпіонату Південної Америки (1): 1929
- Володар Кубка Ньютона (4): 1917, 1919, 1920, 1929
- Володар Кубка Томаса Ліптона (4): 1919, 1922, 1924, 1927
- Переможець Гран-прі Слави Аргентини (1): 1918
- Переможець Гран-прі Слави Уругваю (5): 1918, 1919, 1920, 1922, 1923

«Насьйональ»
- Чемпіон Уругваю (8): 1916, 1917, 1919, 1920, 1922, 1923, 1924, 1934
- Володар Кубка Слави Коусіньєр (3): 1915, 1916, 1917
- Володар Кубка Конкуренції Шевальє Бутеля (1): 1915
- Володар Кубка Ріо-де-Ла-Плати (3): 1916, 1919, 1920
- Переможець Турніру Конкуренції (1): 1934

Барселона
- Володар Кубка Короля (1): 1926
- Чемпіон Каталонії (1): 1925/26